# ワイルド・ハニー
『ワイルド・ハニー』（Wild Honey）は、1967年にリリースされたザ・ビーチ・ボーイズのアルバム。
前作『スマイリー・スマイル』から3ヶ月後に発表されたが、本作はカール・ウィルソンが主導権を握り完成させた。
ノイローゼ状態にあったブライアン・ウィルソンはグループのリーダーシップにもはや興味を持っていなかったが、アルバムの大半の曲はマイク・ラヴと共に作り出された。彼らが緊密に作曲を行ったのは『サマー・デイズ』以来のことであった。スタジオではブライアンに曲への見解が求められたが、他のメンバー達が録音に大きな役割を担い始めていたのが大きな変化であった。「すてきなブーガルー」は、ブライアンが作曲に関わらなかった初のヴォーカル入りオリジナル曲である。本作ではカール・ウィルソンが大半の曲のリード・ヴォーカルを担当した。興味深い曲は「ママ・セズ」である。これは『スマイル』用に録音された「ヴェジタブル」の一部であった。これが後に出回ることとなった『スマイル』セッションの最初であった。
ジャケット写真は、実際にステンドグラスを特注で製作して撮影されたものである。このステンドグラスはブライアンの自宅スタジオに設置され、DVD『アン・アメリカン・バンド』の「タイム・トゥ・ゲット・アローン」録音シーンのバックに登場している。
『ローリング・ストーン』誌が選んだ「歴代最高のアルバム500選」において410位に選ばれている。

## ステレオ・ヴァージョン
『ザ・ビーチ・ボーイズ・トゥディ』より本作までは、ブライアンの右耳の聴力の悪化により、発売当時アルバムはモノ・ミックスのみで制作され、ステレオ盤は擬似ステレオだった。
2012年に『サーフィン・U.S.A.』から『スマイリー・スマイル』までがモノ＆ステレオの２in１仕様でCD化された際も『ワイルド・ハニー』は除外されていたが、2017年に発売された本作と同時期のセッション音源などをまとめたレア・トラック集『サンシャイン・トゥモロウ～ビーチ・ボーイズ1967』に新たにリミックスされたアルバム全曲のステレオ・ヴァージョンが初収録された。「ワイルド・ハニー」、「カントリー・エアー」、「ダーリン」、「風を吹かせろ」はコンピレーション・アルバム収録時にステレオ化されていたが『サンシャイン・トゥモロウ』ではリミックスされている。ただし「すてきなブーガルー」はミックスの際オルガンをモノ・マスターに直接ダビングした都合により間奏以降がモノラルのままである。また「ママ・セズ」もマルチ・トラック・テープが発見できなかったためモノラルで収録されている。

## 曲目
特筆無い限り作曲：ブライアン・ウィルソン、作詞：マイク・ラヴ。
1. ワイルド・ハニー - Wild Honey - 2:37
2. うれしくないかい - Aren't You Glad - 2:16
3. 愛するあの娘に - I Was Made to Love Her (Henry Cosby/Sylvia Moy/Lola Mae Hardaway/ Stevie Wonder) - 2:05
4. カントリー・エアー - Country Air - 2:20
5. ア・シング・オア・トゥー - A Thing or Two - 2:40
6. ダーリン - Darlin'  - 2:12
7. アイド・ラヴ・ジャスト・ワンス・トゥ・シー・ユー - I'd Love Just Once to See You - 1:48
8. ヒア・カムズ・ザ・ナイト - Here Comes the Night - 2:41
9. 風を吹かせろ - Let the Wind Blow - 2:19
10. すてきなブーガルー - How She Boogalooed It (Mike Love/ Bruce Johnston/ Al Jardine/Carl Wilson) - 1:56
11. ママ・セズ - Mama Says - 1:05

ボーナス・トラック
1. 心には春がいっぱい - Their Hearts Were Full of Spring